# حجر إليكوت
صخرة اليكوت , المعروفة أيضا باسم صخرة اليكوت, هي علامة الحدود في شمال مقاطعة موبيل، ألاباما. وضعت في 10 أبريل 1799 من قبل هيئة مشتركة من الولايات المتحدة و الحكومة الإسبانية مسح الحزب برئاسة اندرو اليكوت. ثم تم إضافتها إلى السجل الوطني للأماكن التاريخية في 11 أبريل 1973.
وكان أول نصب حجري معروف تم حصره من قبل اليكوت عندما كان يعاين الحادى والثلاثين الموازى شمالا خط العرض، الذي كان بمثابة خط الحدود بين إقليم ولاية ميسيسيبي في الولايات المتحدة وولاية فلوريدا الغربية الأسبانية . شرقا إلى نهر تشاتاهوتشي خط الحدود يمتد على طول الخط الحادي والثلاثين الموازى شمالا من نهر ميسيسيبي ، المعروفة رسميا باسم معاهدة سان لورنزو. حجر إليكوت هو نقطة بدء لجميع الولايات المتحدة الأمريكية مسوحات الأراضي العامة في المنطقة الجنوبية من ولاية ألاباما و ميسيسيبي. وهذه هي نقطة تقاطع ما يعرف اليوم باسم خط الطول سانت ستيفنس وسانت ستيفنز خط الأساس.